# Передвузлова (зупинний пункт)
Передвузлова — залізничний пасажирський зупинний пункт Харківської дирекції Південної залізниці.
Розташований у місті Харків, на лінії Основа — Зміїв між станціями Основа та Безлюдівка.
Зупинний пункт надає послуги продажу квитків на місцеві (приміські поїзди) без багажних операцій.

## Галерея

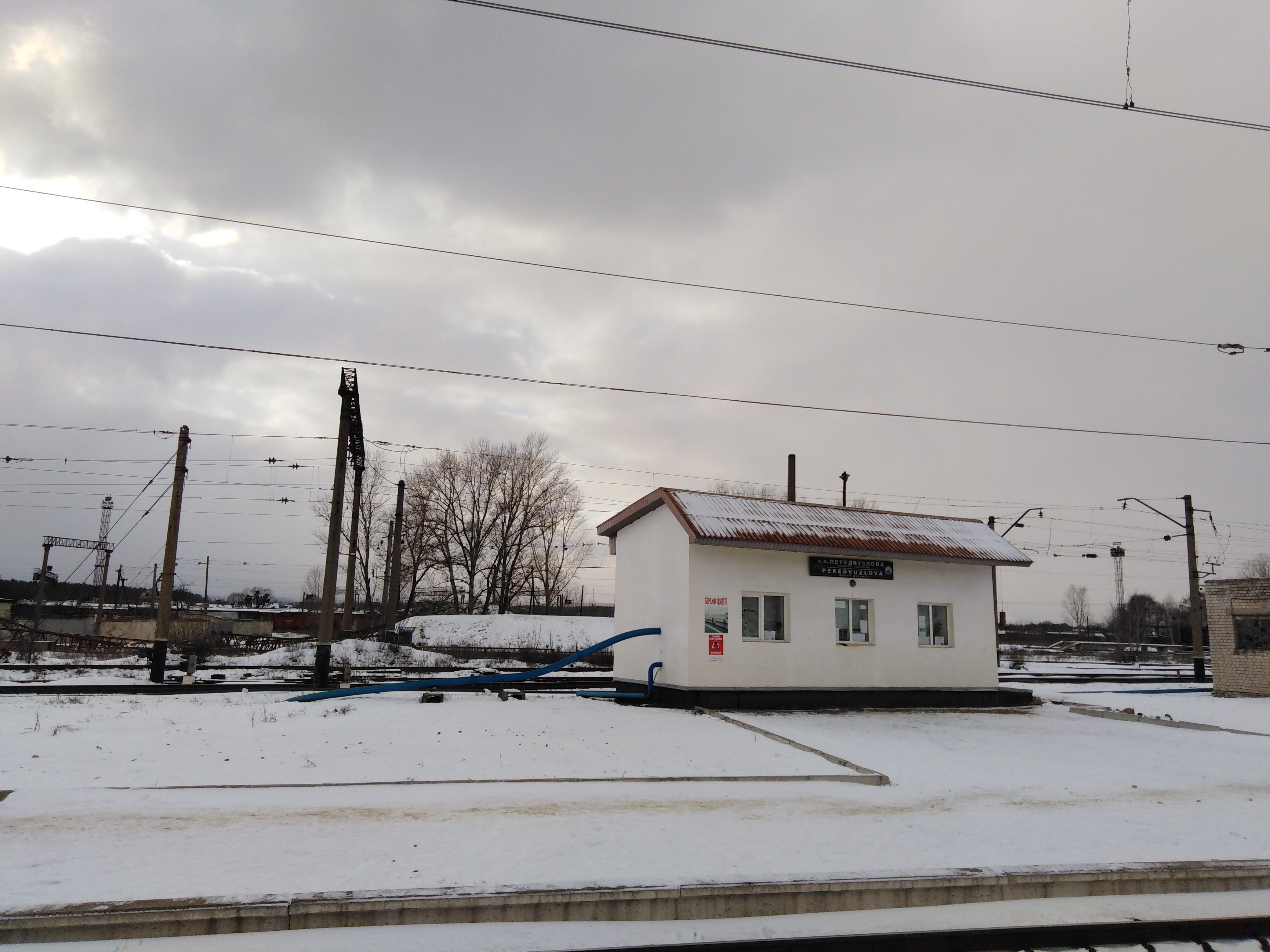
Станційна будівля і платформа Зміївського напрямку
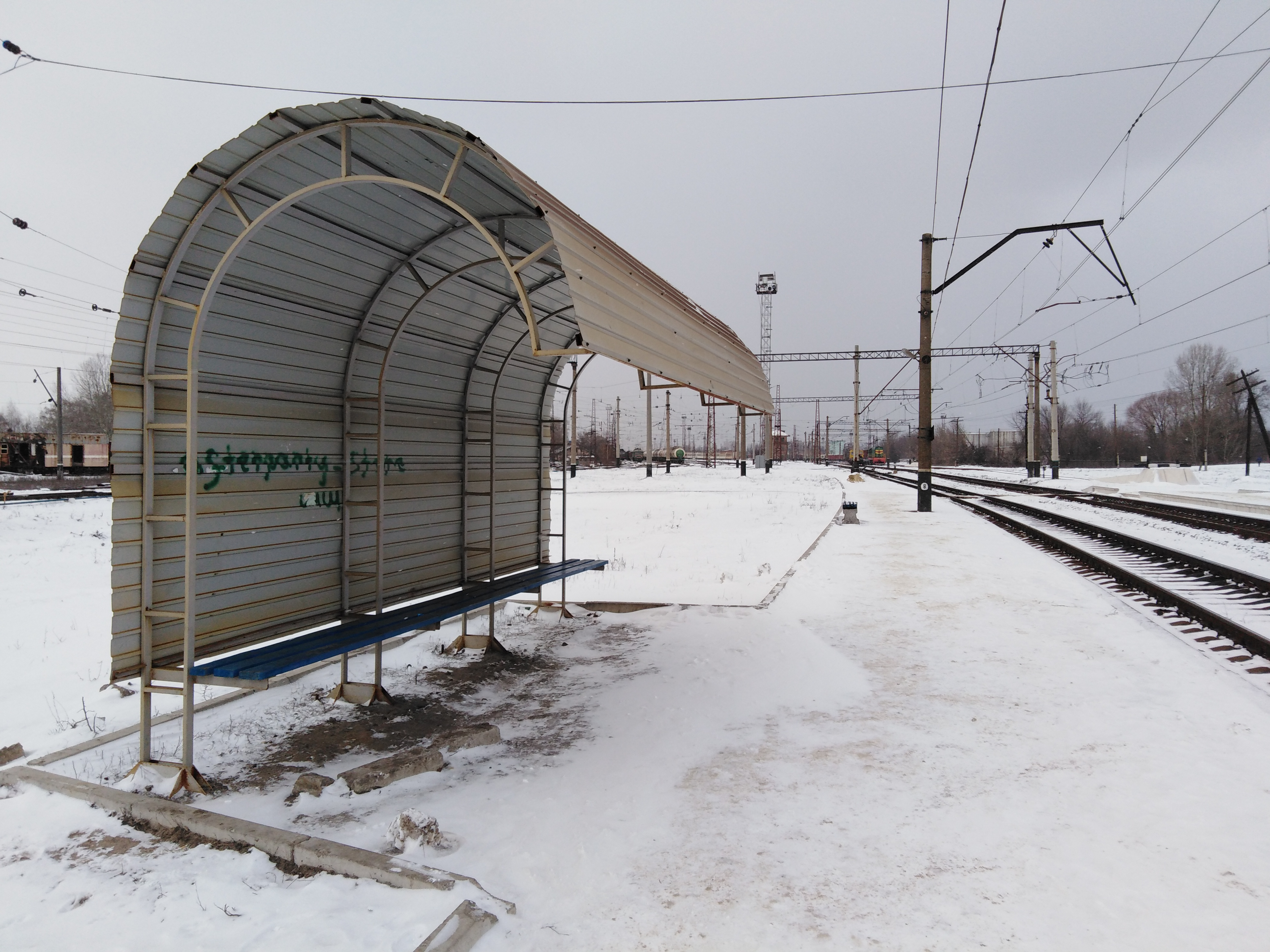
Навіс
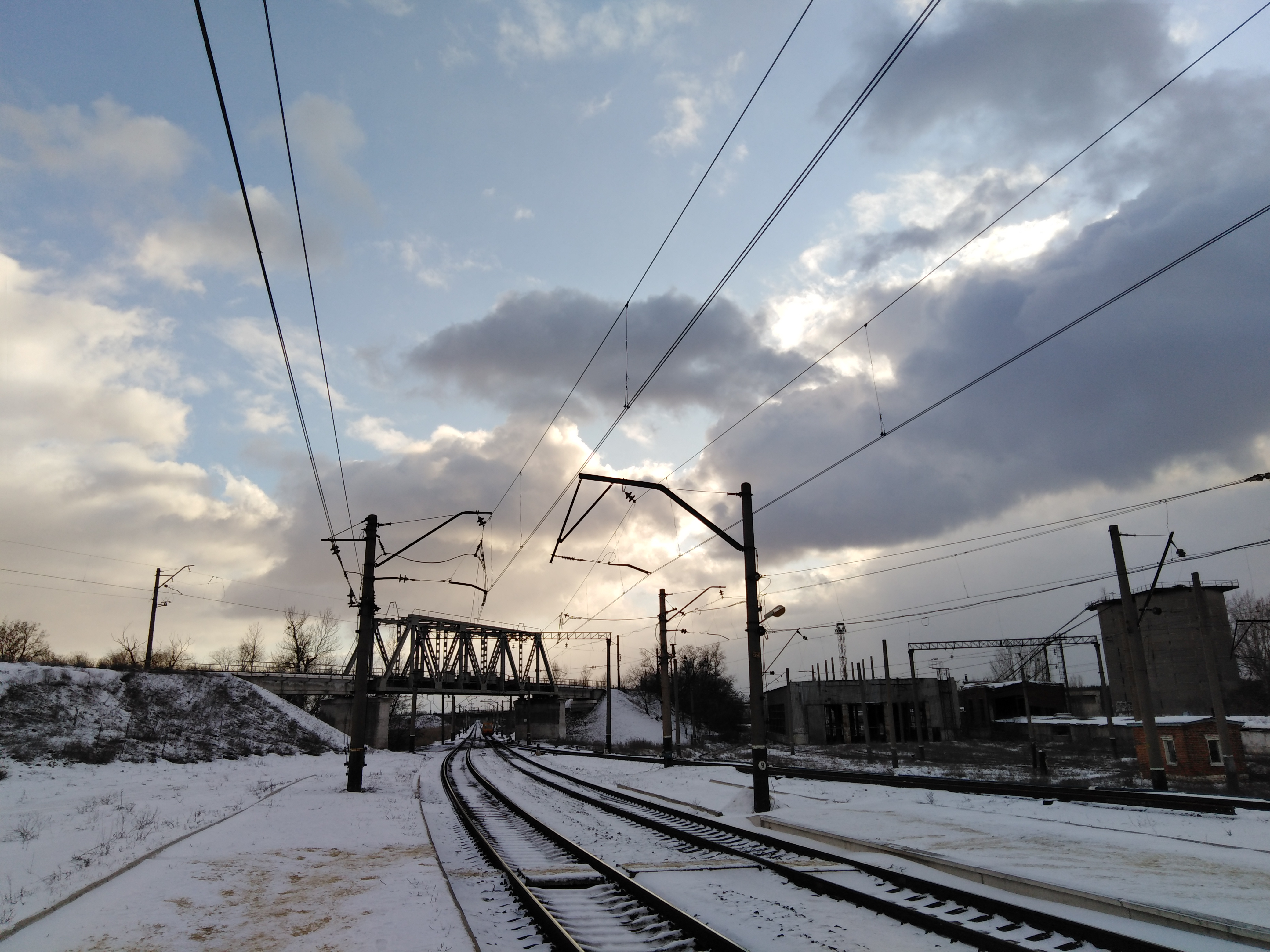
Залізничний міст
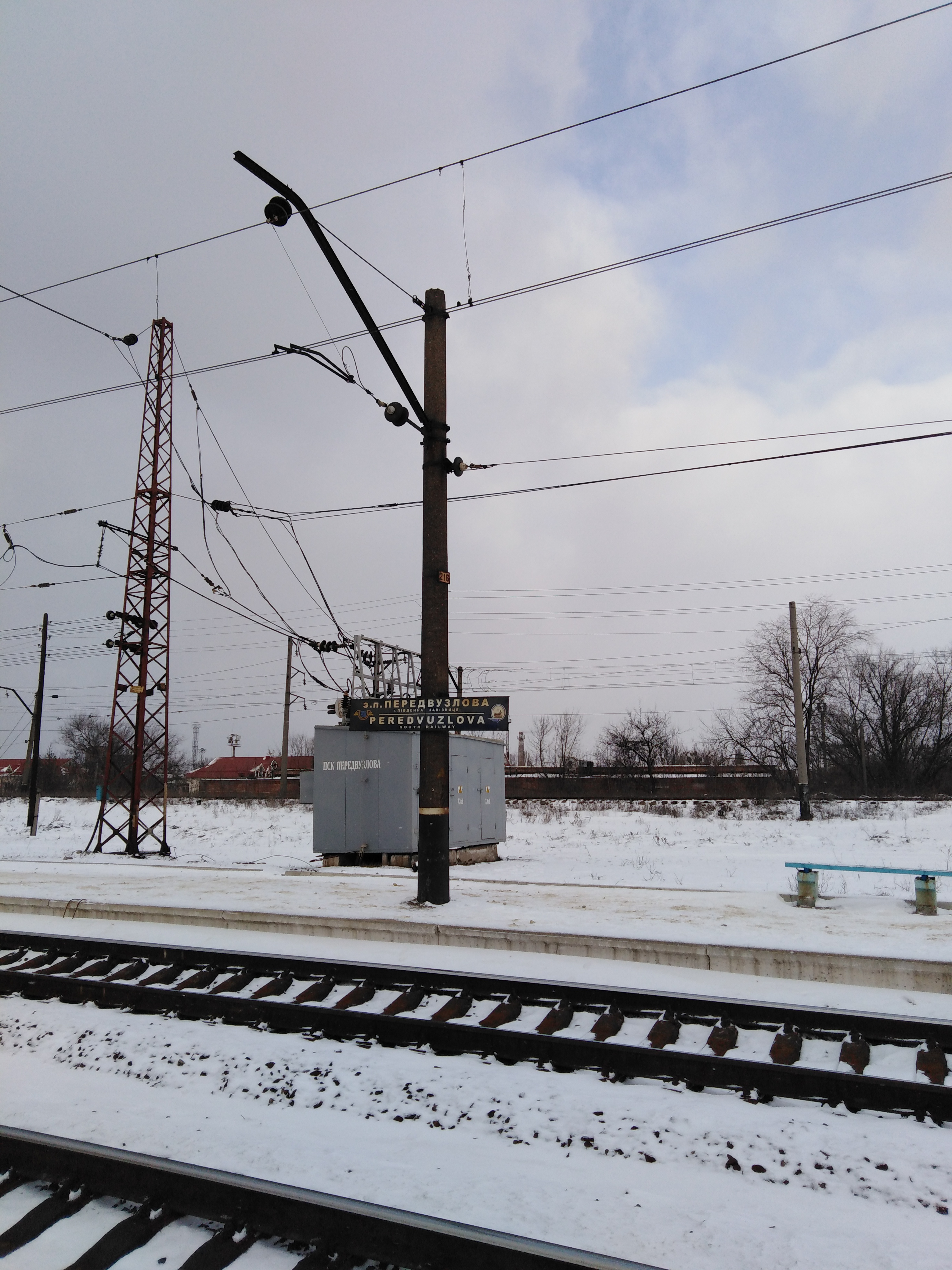
Платформа Харківського напрямку